# Klebpraktiker
Klebpraktiker oder auch „European Adhesive Bonder (EAB)“ ist die Bezeichnung für qualifizierte Mitarbeiter von Klebstoffanwendern und -herstellern, die durch eine spezielle Weiterbildungsmaßnahme Grundlagenwissen im Bereich der Klebtechnik erworben haben. 
Der Klebpraktiker stellt die untere Stufe des zurzeit insgesamt dreistufigen Weiterbildungssystems in der Klebtechnik dar (siehe auch Klebfachkraft, Klebfachingenieur). Lehrgänge zur Qualifizierung und Prüfung für Klebpraktiker wurden erstmals im Jahre 1994 angeboten und durchgeführt.

## Tätigkeitsfeld
Ziel der Weiterbildung ist es, den Klebpraktiker für den Einsatz in der betrieblichen Fertigung zu qualifizieren, um nach Arbeitsanweisung selbstständig Klebungen fachgerecht durchführen zu können. Mit der im Jahre 2003 erschienenen DVS-Richtlinie DVS-3310, welche die betrieblichen Anforderungen bei der Durchführung klebtechnischer Prozesse regelt, kann dem Klebpraktiker in besonderen Fällen zusätzlich die Vollmacht zur Aufsicht anderer Mitarbeiter bei der Durchführung von Klebeprozessen erteilt werden. In diesen Fällen ist auch die Übertragung von Aufgaben der Qualitätssicherung (z. B. Erstellung von Arbeitsanweisungen) auf den Klebpraktiker möglich.

## Weiterbildung zum Klebpraktiker
Den Rahmen der Weiterbildung und Prüfung zum Klebpraktiker legen die harmonisierten Richtlinien DVS-EWF 3305 (für Deutschland) bzw. EWF 515-01 (für Europa) fest. Analog zum Weiterbildungsangebot in der Schweißtechnik kann die Maßnahme nur von speziell dafür zugelassenen Bildungseinrichtungen angeboten und durchgeführt werden. 
Die Ausbildungsdauer beträgt 40 Unterrichtseinheiten à 50 Minuten (z. B. einwöchiger Vollzeitlehrgang). 
Der Lehrgang gliedert sich in theoretische Ausbildung, praktische Ausbildung und Prüfung, wobei letztere aus einer Kombination von jeweils einer praktischen, schriftlichen und mündlichen Einzelprüfung besteht. Nach erfolgreichem Abschluss wird dem Absolventen das DVS-Zeugnis „Klebpraktiker“ und das EWF-Diplom „European Adhesive Bonder (EAB)“ erteilt.